# Sammanhållningsfonden
Sammanhållningsfonden inrättades av Europeiska unionen år 1994 och har till uppgift att finansiellt stödja de EU-stater vars bruttonationalinkomst per capita understiger 90 % av genomsnittet för hela EU, vilket för perioden 2014–2020 innebär att 15 länder är stödberättigade. Under perioden omfattar stödet totalt 63,4 miljarder euro och går främst till infrastrukturprojekt med syfte att bygga ut det transeuropeiska transportnätverket för att "sammanlänka Europa" samt till projekt som "tydligt gynnar miljön".